# Russell Peak
Brown Peak lub Russell Peak – najwyższy szczyt na Wyspie Sturge’a w archipelagu Wysp Balleny’ego, wznoszący się na wysokość 1705 m n.p.m. Szczyt dotychczas nie został zdobyty.

## Odkrycie
Wyspę i górujący nad nią szczyt zaobserwował jako pierwszy w lutym 1839 kapitan John Balleny, który nazwał go Brown Peak, na cześć jednego ze sponsorów wyprawy. Dwa lata później wyspę widział James Ross, który nazwał ten sam szczyt Russell Peak; nazwa „Brown Peak” jest zatem starsza.

## Możliwa erupcja w 2001
Wyspę Sturge’a uformował wulkanizm, Russel Peak jest stratowulkanem całkowicie pokrytym przez lodowiec. Nie wiadomo, czy wulkan ten był czynny w holocenie. W czerwcu 2001 roku na zdjęciach satelitarnych zaobserwowano nietypową formację chmur w postaci długiego pasma, związanego z wierzchołkiem Russell Peak. Analizy wykazały, że nie zawierała ona pyłu wulkanicznego, jednak specjaliści ocenili, że przypomina raczej chmurę powstałą wskutek emisji gazów wulkanicznych, niż chmurę orograficzną. Równocześnie szczyty pozostałych Wysp Balleny’ego nie utworzyły podobnych chmur. Zaobserwowane zostały „pulsacje” w obrębie chmury; mogły one być konsekwencją zmiennej w czasie aktywności wulkanu, ale mogła też być to chmura falowa. Obecnie nie ma pewności, czy był to przejaw aktywności wulkanu.